# واتاژنویه
واتاژنویه (به لاتین: Vatazhnoye) یک منطقهٔ مسکونی در روسیه است که در استان آستراخان واقع شده‌است.